# Liste der Biografien/Cud
Liste der Biografien |
Portal Biografien |
Personensuche
# |
A |
B |
C |
D |
E |
F |
G |
H |
I |
J |
K |
L |
M |
N |
O |
P |
Q |
R |
S |
T |
U |
V |
W |
X |
Y |
Z |
?
 
Ca |
Cb |
Cc |
Ce |
Ch |
Ci |
Cj |
Ck |
Cl |
Cm |
Cn |
Co |
Cr |
Cs |
Ct |
Cu |
Cv |
Cw |
Cy |
Cz
 
Cua |
Cub |
Cuc |
Cud |
Cue |
Cuf |
Cug |
Cuh |
Cui |
Cuj |
Cuk |
Cul |
Cum |
Cun |
Cuo |
Cup |
Cuq |
Cur |
Cus |
Cut |
Cuv |
Cuw |
Cux |
Cuy |
Cuz
Die Liste der Biografien führt alle Personen auf, die in der deutschsprachigen Wikipedia einen Artikel haben. Dieses ist eine Teilliste mit 26 Einträgen von Personen, deren Namen mit den Buchstaben „Cud“ beginnt.

## Cud

### Cuda
- Cuda, Emilce (* 1965), argentinische Theologin, Wirtschafts- und Politikwissenschaftlerin, Hochschullehrerin sowie Kurienbeamtin des Heiligen Stuhls

### Cudd
- Cuddihy, Joanne (* 1984), irische Sprinterin
- Cuddihy, Tim (* 1987), australischer Bogenschütze
- Cuddy, Amy (* 1972), amerikanische Sozialpsychologin
- Cuddy, Jim (* 1955), kanadischer Singer-Songwriter

### Cude
- Cudek, Peter (* 1979), slowakischer Jazzmusiker (Kontrabass)
- Cudell, Guy (1917–1999), belgischer Politiker
- Cuderman, Alenka (* 1961), slowenische Handballspielerin

### Cudi
- Ćudić, Edvin Kanka (* 1988), jugoslawischer Schriftsteller
- Ćudić, Sabina (* 1982), bosnische Politikerin
- Cudicini, Carlo (* 1973), italienischer Fußballtorhüter
- Cudicini, Fabio (1935–2025), italienischer Fußballtorhüter
- Cudini, Alain (* 1946), französischer Automobilrennfahrer
- Cudinovic, Gennadij (* 1994), deutscher Ringer
- Čudinovs, Sergejs (* 1962), deutsch-lettischer Eishockeyspieler und -trainer

### Cudj
- Cudjoe († 1744), jamaikanischer Freiheitskämpfer

### Cudl
- Cudlip, Annie Hall (1838–1918), britische Schriftstellerin und Verfasserin von Kurzgeschichten
- Cudlipp, Hugh, Baron Cudlipp (1913–1998), britischer Journalist und Verlagsmanager sowie Life Peer
- Cudlitz, Michael (* 1964), US-amerikanischer Schauspieler und RegisseurMichael Cudlitz (* 1964)

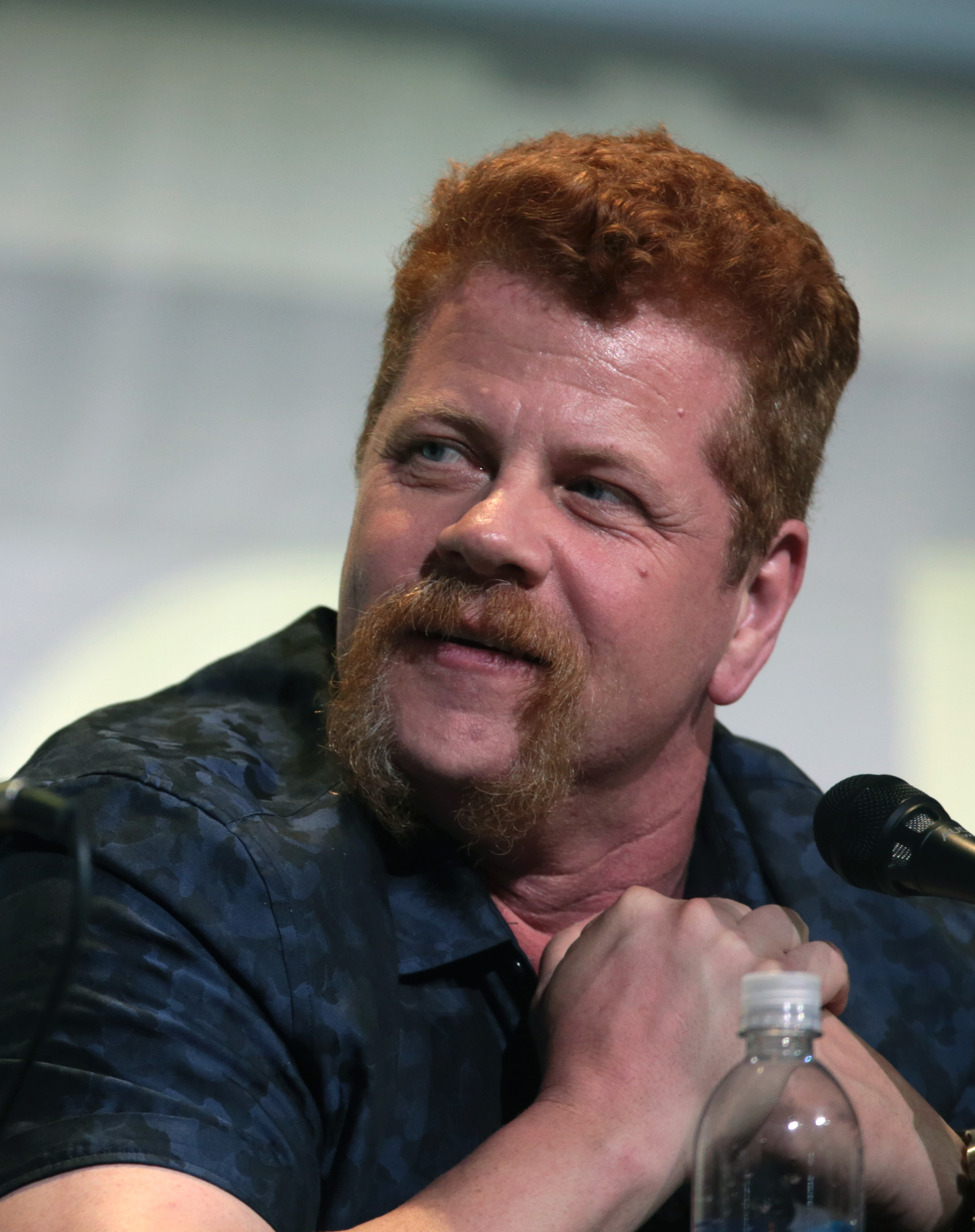
Michael Cudlitz (* 1964)

### Cudm
- Cudmore, Collier (1885–1971), britisch-australischer Ruderer und Politiker
- Cudmore, Daniel (* 1981), kanadischer Schauspieler und Stuntman
- Cudmore, Jamie (* 1978), kanadischer Rugbyspieler

### Cudn
- Cudnik, Katarzyna (* 1971), polnische Malerin

### Cudr
- Cudré-Mauroux, Philippe (* 1976), Schweizer Hochschullehrer

### Cudw
- Cudworth, Erika (* 1966), britische Soziologin und Politikwissenschaftlerin
- Cudworth, Ralph (1617–1688), englischer Philosoph